# Municipio de San Miguel Ixtahuacán
Municipio de San Miguel Ixtahuacán är en kommun i Guatemala.   Den ligger i departementet Departamento de San Marcos, i den västra delen av landet, 150 km nordväst om huvudstaden Guatemala City.